# Nenzlingen
Nenzlingen je obec ve švýcarském kantonu Basilej-venkov. Žije zde 443 obyvatel.

## Geografie
Nenzlingen se nachází v údolí Laufental v nadmořské výšce 447 metrů na jižním svahu masivu Blaueberg nad řekou Birs. Sousedními obcemi jsou Blauen, Brislach, Zwingen, Grellingen a Pfeffingen.

## Historie

Letecký pohled (1950)

Oblast Nenzlingenu byla osídlena již dříve, protože v roce 1944 byl v jeskyni Birsmatten nalezen hrob, který pochází pravděpodobně z období mezolitu (cca 7500–7000 př. n. l.). Jednalo se o nejstarší kostru ženy ve Švýcarsku.
Přechod přes průsmyk Blattenpass mezi údolími Birstal a Laufental nad obcí využívali již Keltové a Římané.
První písemná zmínka o osadě pochází z prosince 1298, kdy děkan Heinrich von Bechburg daroval svému synovi Konrádovi pozemky na Bruderholzu, které sousedily s panstvím Johannise dicti de Nenzlingen. Hrad na Kuenisbergu poblíž průsmyku Blatten se brzy zřítil, pravděpodobně při basilejském zemětřesení v roce 1356.
V roce 1408 se jeho lenními držiteli stali páni Hans Ludemann von Rothberg a páni z Ramsteinu. V roce 1462 získal basilejský biskup vesnice jižně od Blauen od císaře Fridricha III. jako císařské léno a učinil je lenním statkem Zwingenu.
V roce 1792 vtrhli Francouzi do Laufentalu a Nenzlingen patřil nejprve k Rauracké republice a od roku 1793 k départementu Mont-Terrible. V roce 1815 se obec rozhodnutím Vídeňském kongresu stala součástí Švýcarska a byla přiřazena do kantonu Bern. V otázce změny kantonu pro okres Laufen obec v obou hlasováních v letech 1983 a 1989 odsouhlasila připojení ke kantonu Basilej-venkov. Změna vstoupila v platnost v roce 1994.

## Obyvatelstvo
| Vývoj počtu obyvatel | Vývoj počtu obyvatel | Vývoj počtu obyvatel | Vývoj počtu obyvatel | Vývoj počtu obyvatel | Vývoj počtu obyvatel | Vývoj počtu obyvatel | Vývoj počtu obyvatel | Vývoj počtu obyvatel | Vývoj počtu obyvatel | Vývoj počtu obyvatel | Vývoj počtu obyvatel | Vývoj počtu obyvatel |
| -------------------- | -------------------- | -------------------- | -------------------- | -------------------- | -------------------- | -------------------- | -------------------- | -------------------- | -------------------- | -------------------- | -------------------- | -------------------- |
| Rok                  | 1722                 | 1770                 | 1850                 | 1870                 | 1900                 | 1930                 | 1950                 | 1960                 | 1970                 | 1980                 | 1990                 | 2000                 |
| Počet obyvatel       | 195                  | 134                  | 188                  | 185                  | 243                  | 265                  | 247                  | 253                  | 277                  | 263                  | 311                  | 352                  |

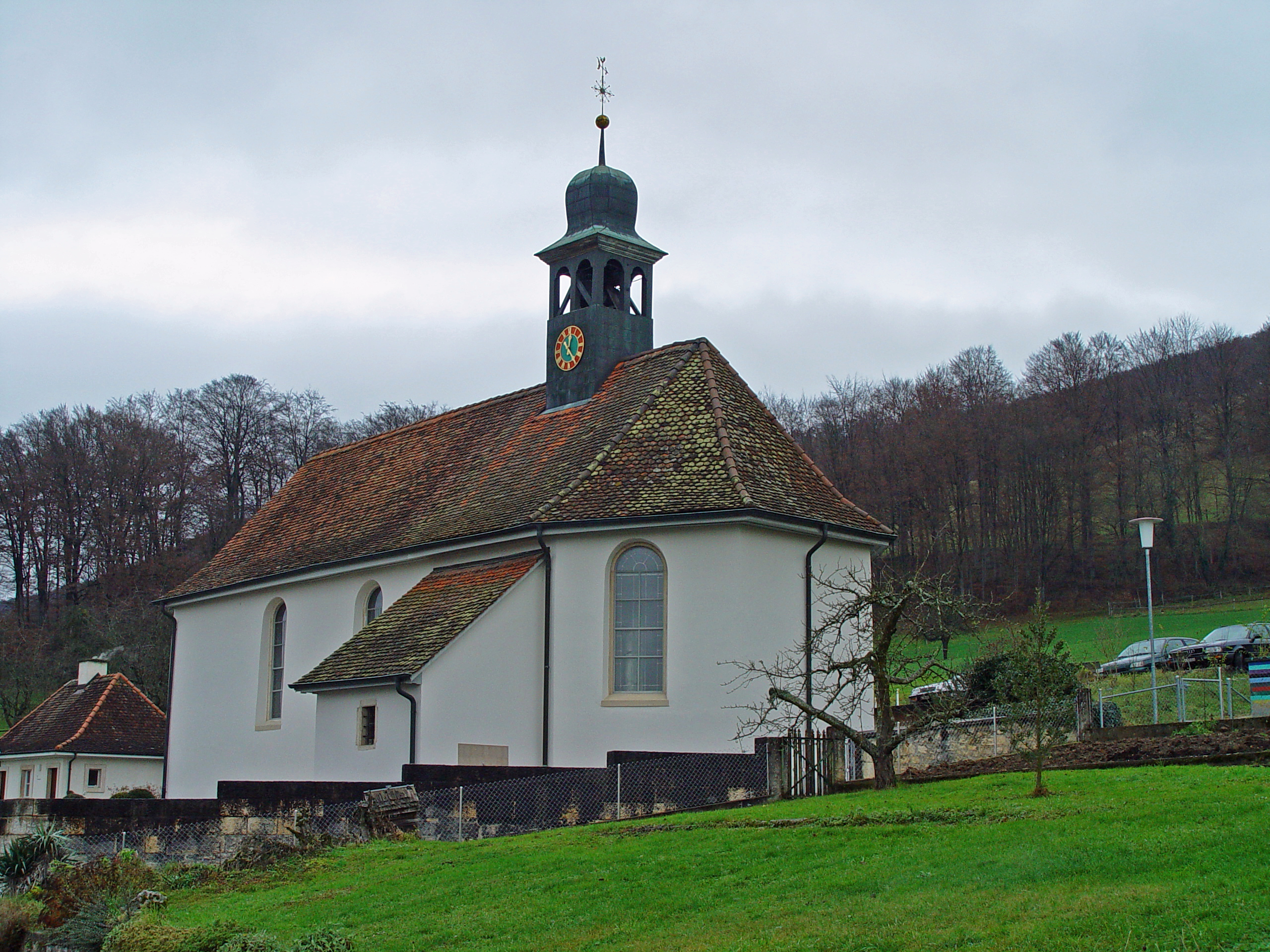
Kostel

Z celkového počtu obyvatel je 96,9 % německy mluvících a 2.0 % italsky mluvících (k roku 2000). V roce 2008 v obci žilo 7,0 % cizinců.

## Doprava
Do obce vede pouze vedlejší silnice, vycházející z kantonální hlavní silnice č. 18 (Basilej–Laufen).
Železniční trať Basilej–Delémont prochází několik kilometrů od obce a jezdí po ní v pravidelném intervalu vlaková linka S3 basilejské S-Bahn. Do Zwingenu a Laufenu jezdí z Nenzlingenu autobusová linka Postauto.